# Mitrophyllum
Genre
Classification phylogénétique
Mitrophyllum Schwantes est un genre de plante de la famille des Aizoaceae.
Mitrophyllum Schwantes, in Z. Sukkulentenk. 2: 181 (1926)
Type : Mitrophyllum mitratum (Marloth) Schwantes (Mesembryanthemum mitratum Marloth) ; Lectotypus [Schwantes, in Z. Sukkulentenk. 3: 105 (1927)]

## Liste des sous-genres
- Mitrophyllum subgen. Mitrophyllum
- Mitrophyllum subgen. Kurkamium Poppend.

## Liste des espèces
- Mitrophyllum abbreviatum L.Bolus
- Mitrophyllum affine L.Bolus
- Mitrophyllum chrysoleucum Schwantes
- Mitrophyllum clivorum Schwantes
- Mitrophyllum cognatum Schwantes
- Mitrophyllum conradii L.Bolus
- Mitrophyllum crassifolium (L.Bolus) G.D.Rowley
- Mitrophyllum dissitum Schwantes
- Mitrophyllum framesii L.Bolus
- Mitrophyllum grande N.E.Br.
- Mitrophyllum karrachabense L.Bolus
- Mitrophyllum kubusanum L.Bolus
- Mitrophyllum margaretae S.A.Hammer
- Mitrophyllum marlothianum Schwantes
- Mitrophyllum meyeri Schwantes
- Mitrophyllum mitratum (Marloth) Schwantes
- Mitrophyllum moniliforme Schwantes
- Mitrophyllum nanum N.E.Br.
- Mitrophyllum niveum L.Bolus
- Mitrophyllum parvifolium (L.Bolus) G.D.Rowley
- Mitrophyllum pillansii N.E.Br.
- Mitrophyllum pisiforme Schwantes
- Mitrophyllum proximum Schwantes
- Mitrophyllum roseum L.Bolus
- Mitrophyllum schickianum Tischer
- Mitrophyllum scutatum Schwantes
- Mitrophyllum tenuifolium L.Bolus